# Aristochromis christyi
Genre
Espèce
Statut de conservation UICN

 LC  : Préoccupation mineure
Aristochromis christyi est une espèce de poissons téléostéens de l'ordre des Cichliformes et de la famille des Cichlidae. C'est la seule espèce de son genre Aristochromis (monotypique).